# 생맥산
생맥산은 오미자, 맥문동, 인삼을 1:2:1로 달여 만든 한방처방이다. 생맥산은 한약 처방의 일종으로 여름철의 더위와 갈증, 땀을 많이 흘리는 증상, 해수(기침) 등을 해결해 주는 처방이다.
생맥산은 세 가지 한약재로 된 처방인데, 인삼은 인체의 원기를 북돋아 체력을 증강시키고, 맥문동은 몸 속에 진액을 생기게 하며, 오미자는 기운을 안으로 수렴시켜 땀을 그치게 한다.
이 세 가지 약재를 합해서 여름에 더위를 먹어 맥에 힘이 없고 몸에 서 열이 나며 땀을 많이 흘려 몸 속의 기력과 체액이 없어진 것을 치 료한다. 여름철에 식욕이 유난히 떨어지거나 더위를 많이 타서 땀을 잘 흘리는 사람에게 좋은 음료이다. 근래에는 열사병, 폐에서 기인된 심장병, 심근 경색 등으로 기력과 진액이 함께 손상된 경우에도 사용한다.